# Sokolniki (gmina w guberni kieleckiej)
Sokolniki (od 1870 Lelów) – dawna gmina wiejska istniejąca do 1870 roku w guberni kieleckiej. Siedzibą władz gminy były Sokolniki.
Za Królestwa Polskiego gmina Sokolniki należała do powiatu włoszczowskiego w guberni kieleckiej. 13 stycznia 1870 do gminy przyłączono pozbawiony praw miejskich Lelów, po czym gminę przemianowano na gminę Lelów.